# Summerfield (Carolina do Norte)
Summerfield é uma cidade  localizada no estado norte-americano de Carolina do Norte, no Condado de Guilford.

## Demografia
Segundo o censo norte-americano de 2000, a sua população era de 7018 habitantes.
Em 2006, foi estimada uma população de 7423, um aumento de 405 (5.8%).

## Geografia
De acordo com o United States Census Bureau tem uma área de
70,6 km², dos quais 70,2 km² cobertos por terra e 0,4 km² cobertos por água. Summerfield localiza-se a aproximadamente 288 m acima do nível do mar.

## Localidades na vizinhança
O diagrama seguinte representa as localidades num raio de 24 km ao redor de Summerfield.